# Liste der gefallenen Adeligen auf Habsburger Seite in der Schlacht bei Sempach

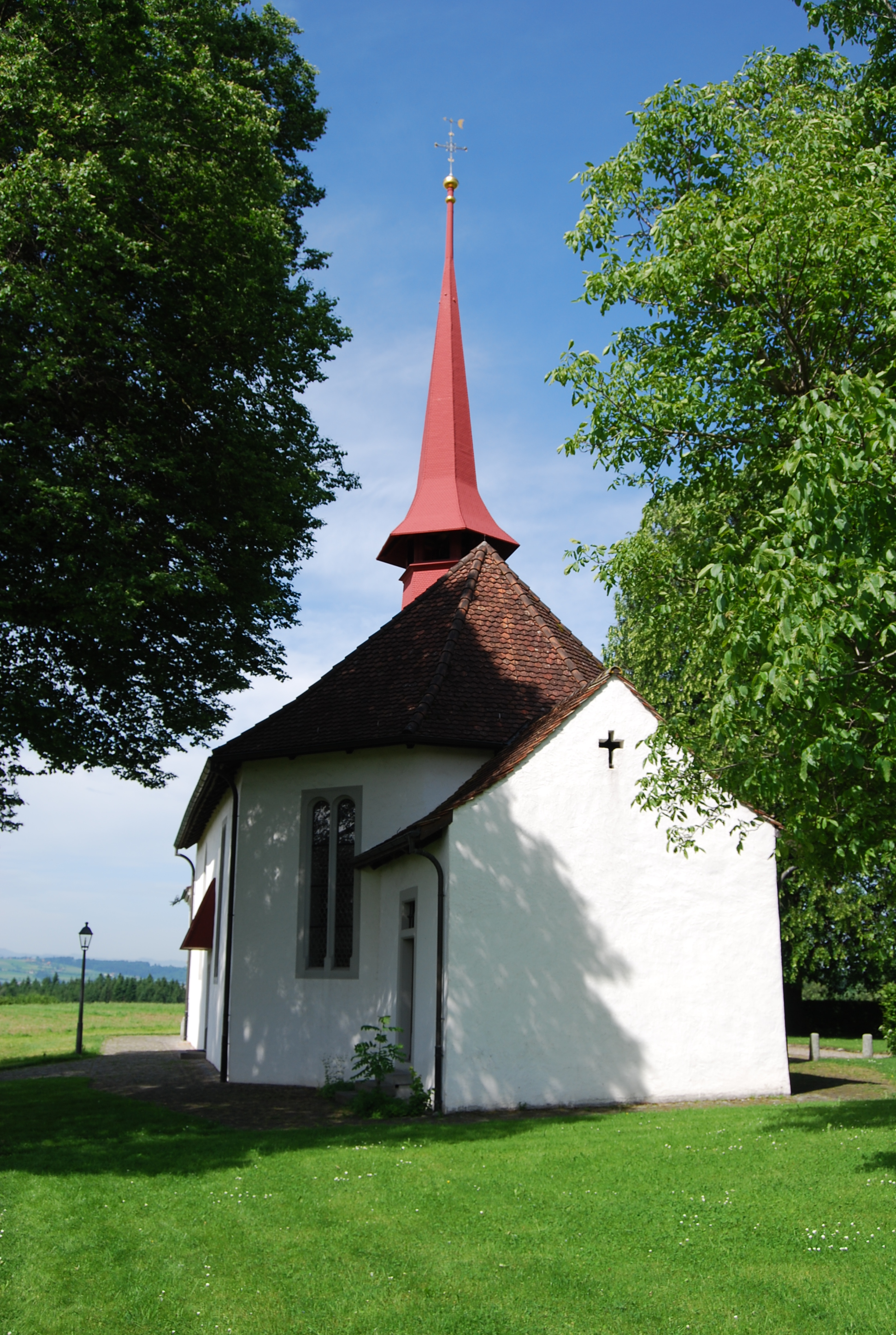
Schlachtkapelle Sempach (2010)

Bei der verlustreichen Schlacht bei Sempach am 9. Juli 1386 fielen neben Leopold III. von Habsburg-Österreich annähernd 400 Männer (die Chronik der Schweiz berichtet gar von 700 Rittern) adliger Abstammung auf dessen Seite. Dabei sind die Verluste der „nicht adligen“, die um eine Vielzahl höher lag (etwa 1100 Mann), nicht berücksichtigt (alleine die Verluste des Hauensteiner Landfahnens und dem Kontingent von Schaffhausen zählt zum Beispiel 200 Opfer). Fast jedes Adelsgeschlecht aus den später Vorderösterreich genannten Gebieten Schwaben und Tirol hatte Verluste zu beklagen. Darüber hinaus kostete der Feldzug dem Hause Habsburg ein Vermögen. Zur Finanzierung dieser Militäraktion musste Leopold III. sogar einige Ländereien in Oberitalien verpfänden. Habsburgische Herrschaften und Städte waren durch Lehens- oder Bündnisverträge zum militärischen Zuzug im Kriegsfall verpflichtet, was auch für sie eine finanzielle Belastung bedeutete. Nun, da die Schlacht verloren ging, konnte dieser Verlust nicht kompensiert werden. Nach dem Ausgang der Schlacht mussten deshalb viele Adlige, darunter auch die Kinder Leopolds, die in ihrer schweren Geldnot das ihrem Vater verpfändete Kleinbasel abtreten mussten, Besitzungen verkaufen oder verpfänden. Dazu kam, dass nicht wenige Adelshäuser ihre Stammhalter verloren. Dieser Schlag führte zum teilweisen Zusammenbruch der Adelsvorherrschaft in Schwaben und Vorderösterreich, vor allem jedoch im Gebiet der heutigen Schweiz.

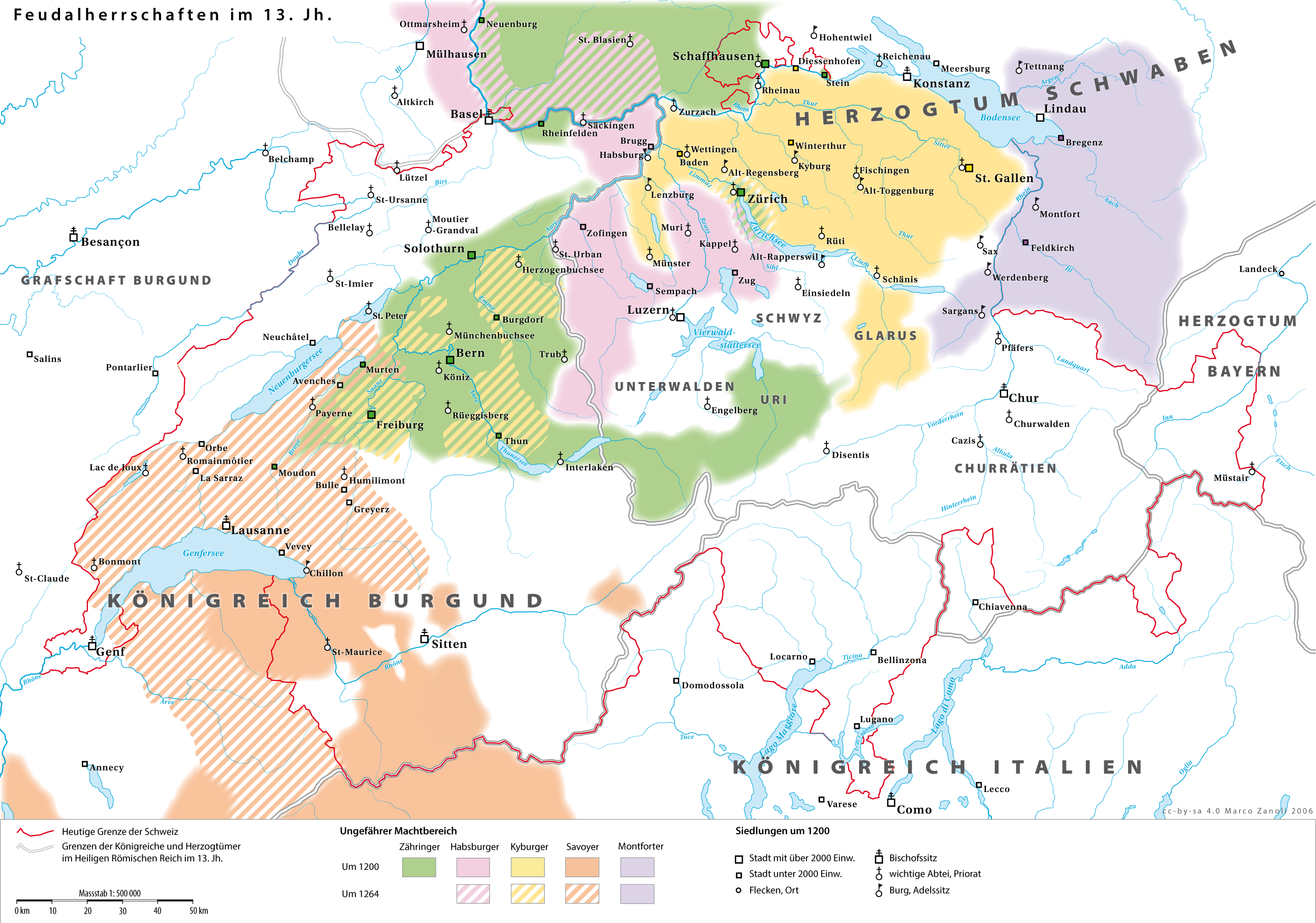
Karte Schweiz um 1200 – Habsburger Hausmacht

Obgleich man von einem Nationalbewusstsein im heutigen Sinne noch nicht sprechen kann, prägte dieser Sieg bei den Eidgenossen ein sehr starkes Zusammengehörigkeitsgefühl aus, worüber W. Meyer Folgendes schreibt: „Das Zusammengehörigkeitsgefühl, fussend auf den elementaren Bindungen einer „Waffenbrüderschaft“, war schon um 1400 so stark ausgebildet, dass beim Zusammentreffen von Kriegergruppen gefühlsechte Freudentränen zum Begrüssungsritual zählten.“

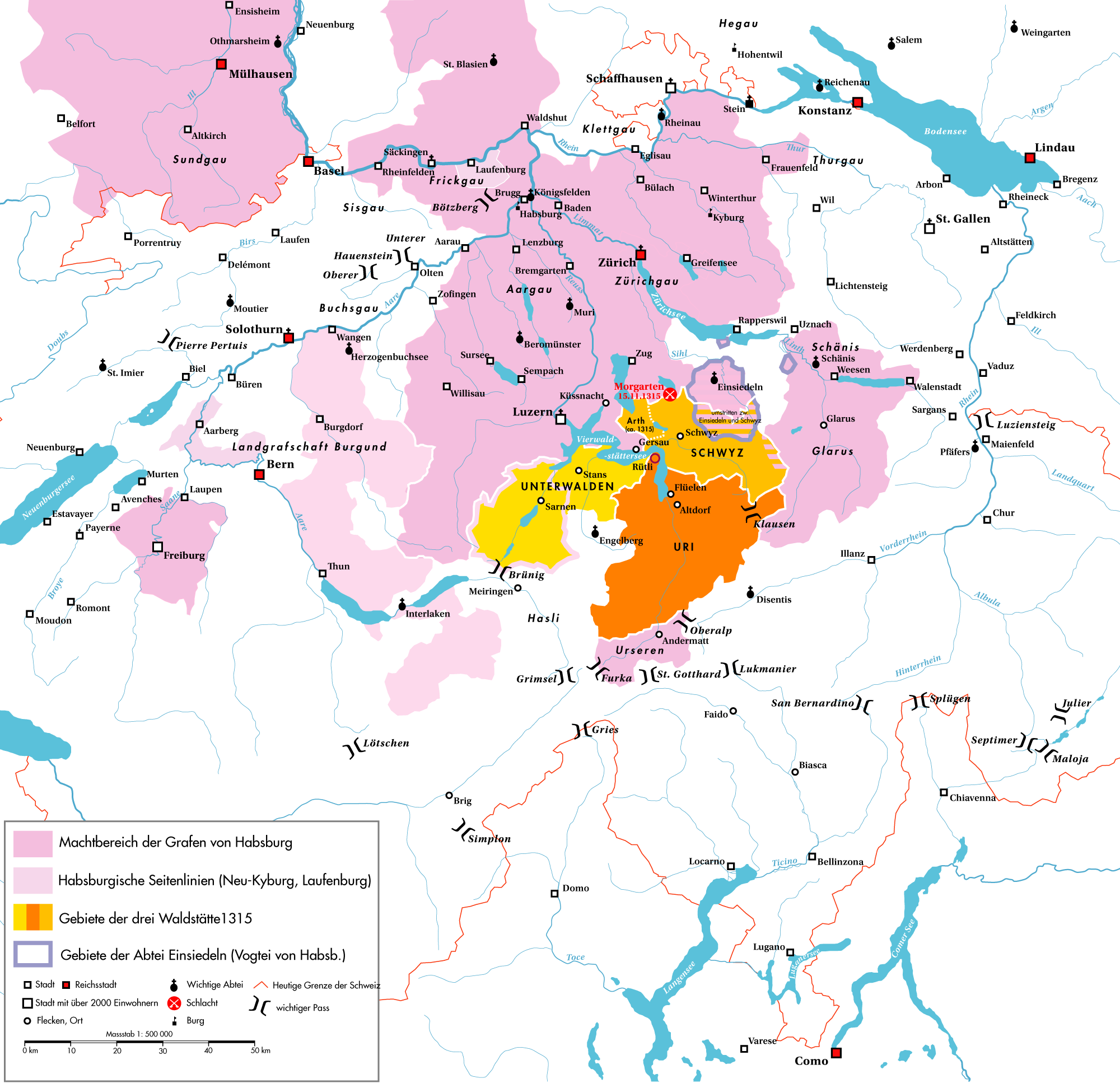
Habsburger Hausmacht um 1315

Zunächst galten die Interessen der einzelnen eidgenössischen Bündnispartner der Territorialerweiterung und damit verbunden war die kontinuierliche Verdrängung der durch die Schlacht bei Sempach erheblich geschwächten Adelsvorherschaft auf dem Gebiet der heutigen Schweiz, welches grösstenteils zur habsburgischen Hausmacht gehörte. Schon um 1270 besass das Haus Habsburg Rechte, Lehen und eigenen Besitz (Allod) vom Schwarzwald bis ins Üechtland und in die Zentralschweiz, vom Bodensee bis ins mittlere Elsass. Diese Gebiete waren für die eidgenössischen Bündnispartner von grossem Interesse und gerieten deshalb ins Visier ihrer Territorialerweiterungspläne. Es galt für die Habsburger nicht nur, ihren eigenen Besitz in diesen Gebieten zu verteidigen, sondern sie waren durch ihre Schirmherrschaftsverpflichtung über unter anderen die Klöster St. Gallen, St. Blasien, Säckingen, Einsiedeln, die ebenfalls grosse Besitzungen dort hatten, auch verpflichtet, diesen bei Konflikten mit den Eidgenossen beizustehen. Gewannen nun die einzelnen eidgenössischen Bündnispartner eine Herrschaft, war diese zunächst jedoch nicht „Gemeineigentum einer Eidgenossenschaft“, sondern ging in den Besitz des jeweiligen Bundesgenossen über, der sie eingenommen hatte, wodurch es später auch zu Konflikten unter den Eidgenossen kam. An die Stelle der früheren Adelsvorherschaft in den gewonnenen Herrschaften traten nun die immer mächtiger werdenden Städte bzw. deren Räte, welche diese mit ihren Vögten oder Schultheissen besetzten, die nun in ihrem Sinne die Herrschaften verwalteten.
Die Eidgenossen waren sich sehr bewusst darüber, dass die Verdrängung der Adelsvorherschaft nur gelingen kann, wenn man auf die militärische Schlagkraft eines vereinten Heeres vertrauen konnte. Zu diesem Zweck schufen die Städte Zürich, Luzern, Bern und Solothurn, Stadt und Amt Zug sowie die Länder Uri, Schwyz und Unterwalden am 10. Juli 1393 im so genannten Sempacherbrief eine Kriegsordnung, welche die Bestimmungen bei Schlachten regelte. Dabei entwickelte sich auch die Möglichkeit gemeinsame Eroberungen unter eine gemeinsame Vorherrschaft zu stellen. Diese wurden dann als "Gemeine Herrschaft" bezeichnet.
Eine wahre Blütezeit dieser Herrschaftserweiterung zu Lasten der Habsburger kam knapp 30 Jahre nach der Schlacht bei Sempach, als Kaiser Sigismund 1415 die Reichsacht über Herzog Friedrich IV., dem jüngsten Sohn Leopolds, verhängte, der nicht umsonst den Beinamen „mit der leeren Tasche“ trug. Die durch die Schlacht bei Sempach geschwächte Habsburger Vorherrschaft erlitt dabei einen erneuten Hieb der Eidgenossen. Habsburg verlor dabei grosse Gebiete im heutigen Kanton Aargau, darunter auch die Habichtsburg, die Stammburg der Habsburger, nach der das Geschlecht seit 1090 benannt ist.
Trotz der fortschreitenden Verselbständigung der Eidgenossenschaft verblieb diese, zumindest protokollarisch, im deutschen Herrschaftsgefüge. Zu einer Loslösung aus dem Heiligen Reich Deutscher Nationen kam es de jure erst nach dem Ende des Dreissigjährigen Kriegs im Jahre 1648 im sogenannten Westfälischen Frieden.

## Aufbau und Quellenlage
Diese Liste beinhaltet die gefallenen Adeligen auf Habsburger Seite, die in den unten genannten Chroniken und der Literatur aufgeführt werden. Die verschiedenen Schreibweisen der Gefallenen in den Chroniken und anderen Quellen sind in der Liste jeweils zu einem Einheitsnamen zusammengefasst. Dies dient dem Überblick über die tatsächliche Anzahl der gefallenen Adligen und soll Doppelnennungen vermeiden.

## Gedenkstätten

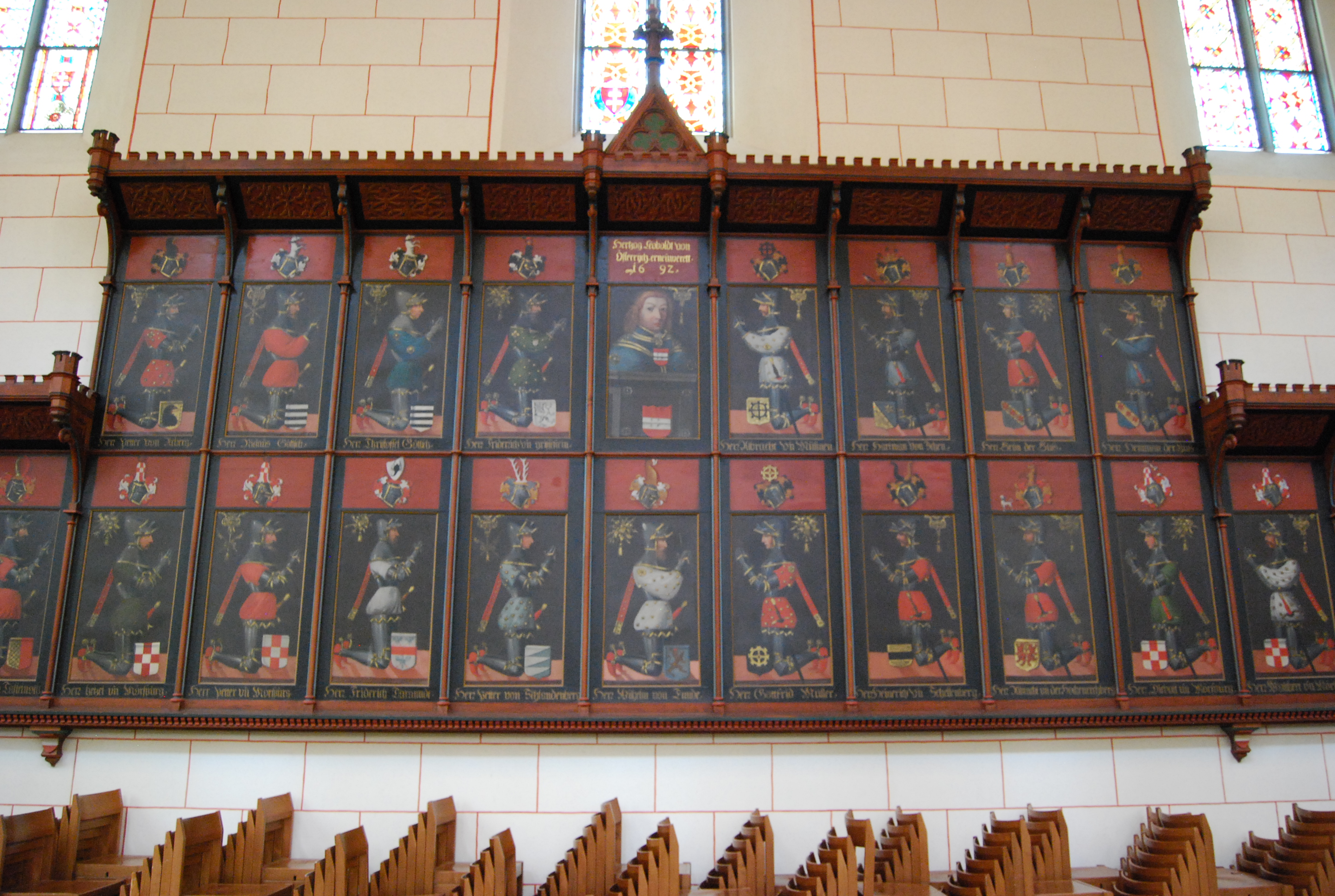
Gedenktafel in der Klosterkirche Königsfelden

Zum Gedenken des Sieges der Eidgenossen über das Habsburgische Heer und der vielen gefallenen Adeligen auf Habsburger Seite wurde an der Stelle, wo angeblich Herzog Leopold von Österreich zu Tode kam, die Schlachtkapelle Sempach errichtet. Die Wände wurden mit den Wappen und Namen einer Grosszahl der gefallenen Adligen auf Habsburger Seite sowie mit einem Schlachtgemälde dekoriert. Die eroberten Schlachtbanner wurden unter den Eidgenossen aufgeteilt. Die von Luzern eroberten Banner wurden in der Franziskanerkirche in Luzern ausgestellt. Dort sind noch heute einige von ihnen in Gemäldeform erhalten.
Im linken Seitenschiff der Klosterkirche in Königsfelden befindet sich eine Gedenktafel. Neben Leopold von Habsburg-Österreich sind darauf siebenundzwanzig von insgesamt vierzig der in der Schlacht bei Sempach gefallenen und in Königsfelden bestatteten Ritter abgebildet. Die Ritter sind kniend und betend neben ihren Wappen dargestellt. Ein altes Wandgemälde, welches sich im Chor der Kirche befand, diente 1692 dem Künstler als Vorlage, der diese Darstellungen auf Holzplatten übertrug. Anschliessend wurden diese als Gedenktafel zusammengefasst im linken Seitenschiff der Kirche ausgestellt.

## Bilderserie

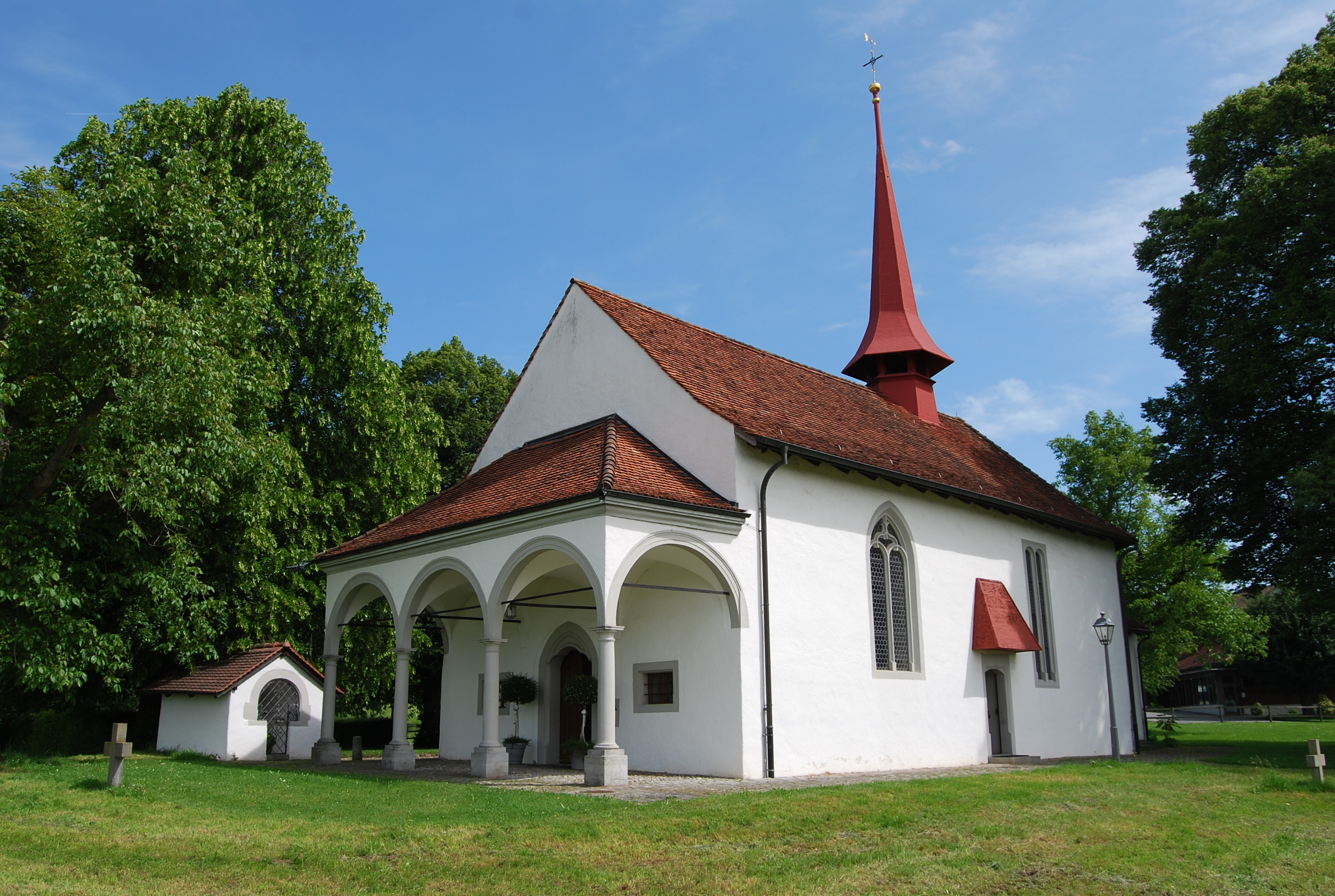
Schlachtkapelle Sempach
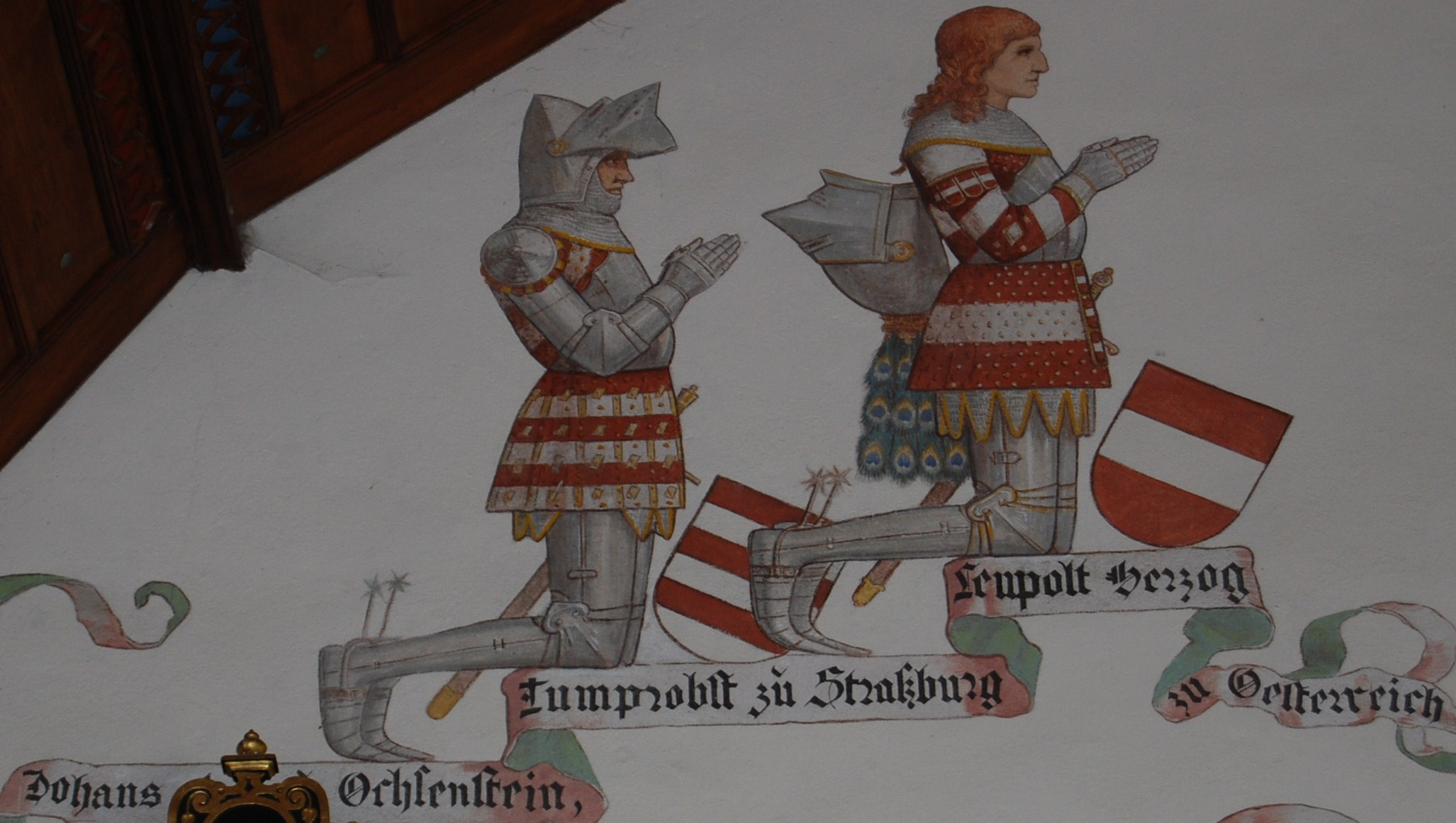
Leopold von Österreich und Johannes von Ochsenstein
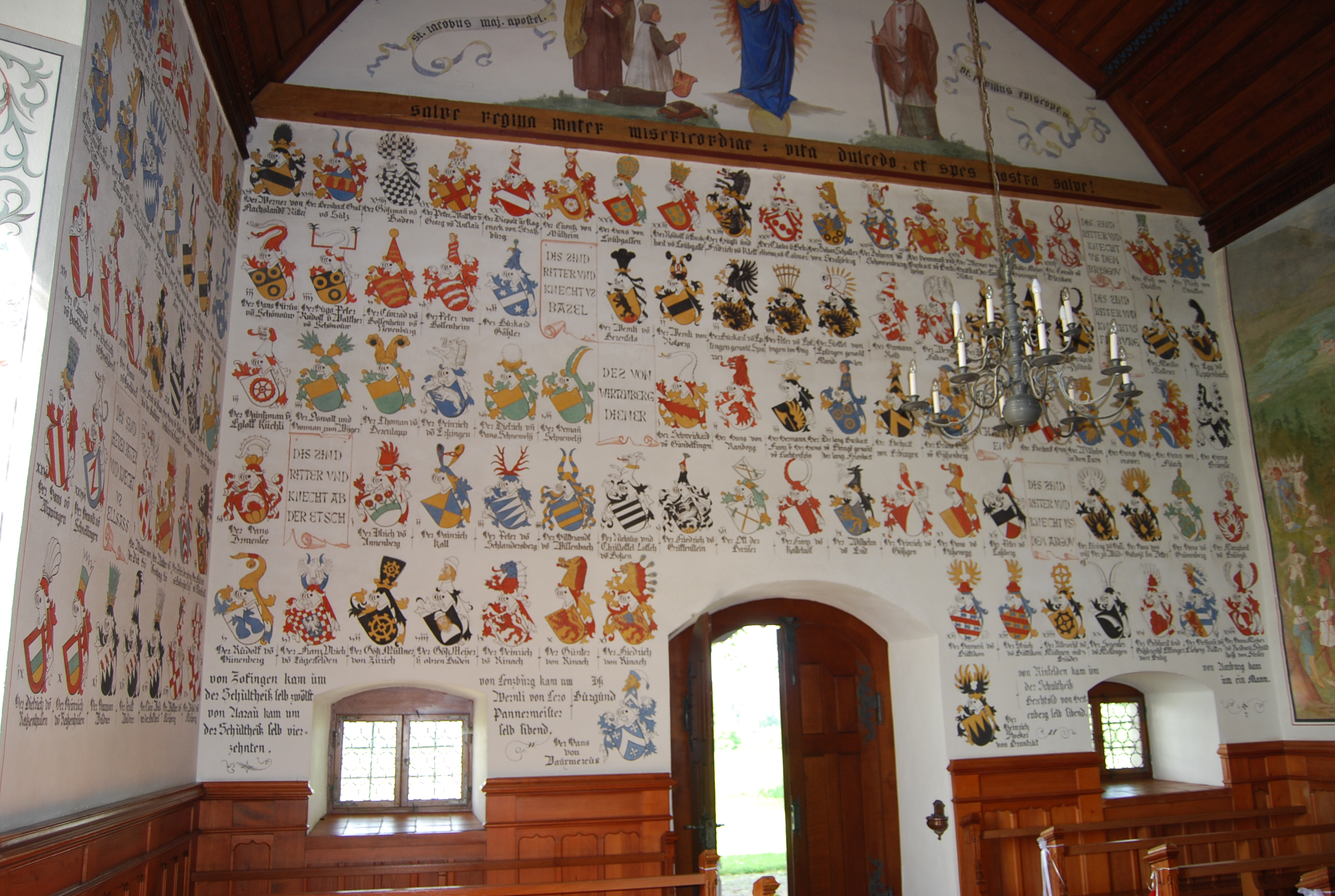
Wappentafeln in der Schlachtkapelle von Sempach
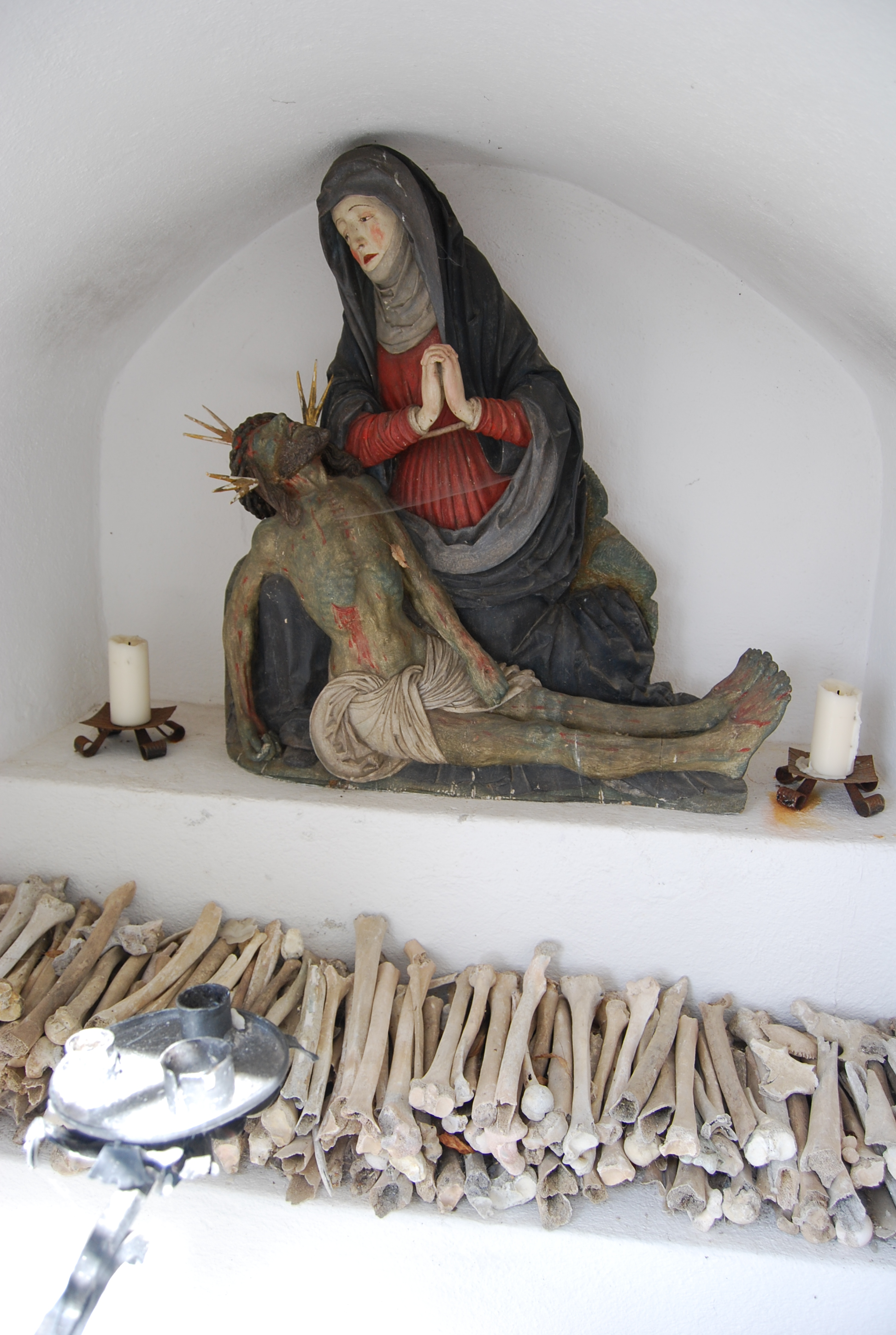
Beinhaus – Schlachtkapelle Sempach
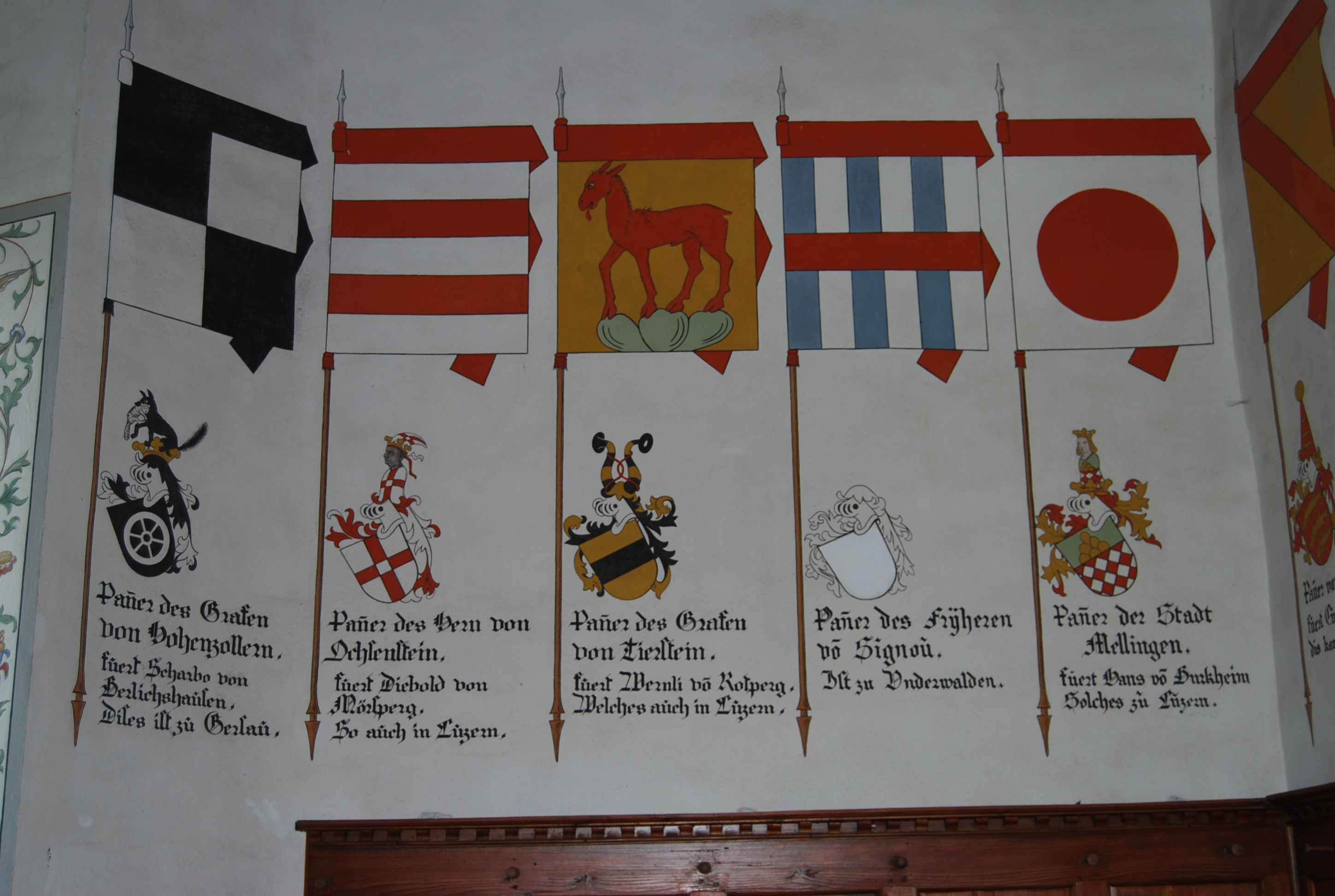
Chor der Schlachtkapelle Sempach
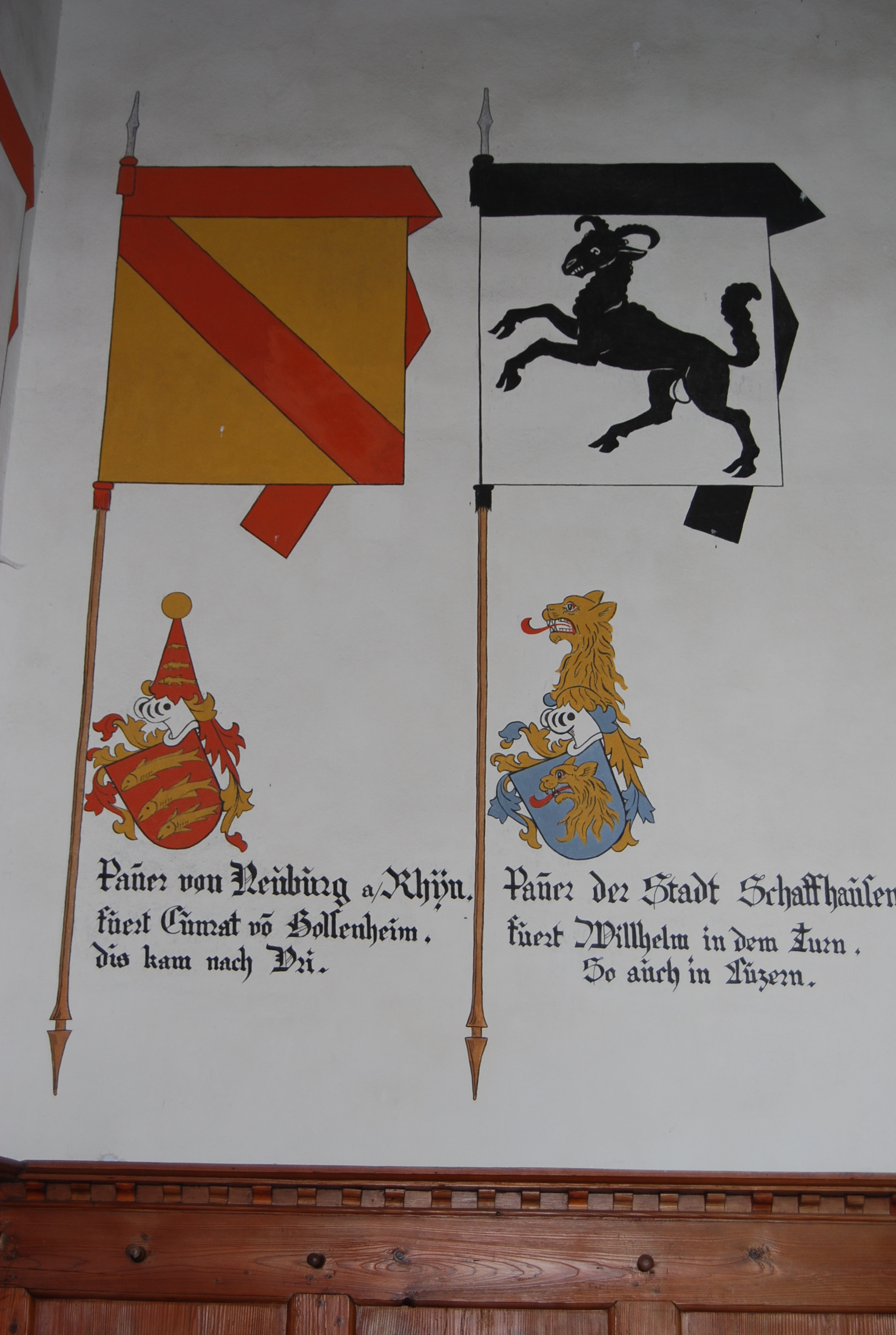
Chor der Schlachtkapelle Sempach
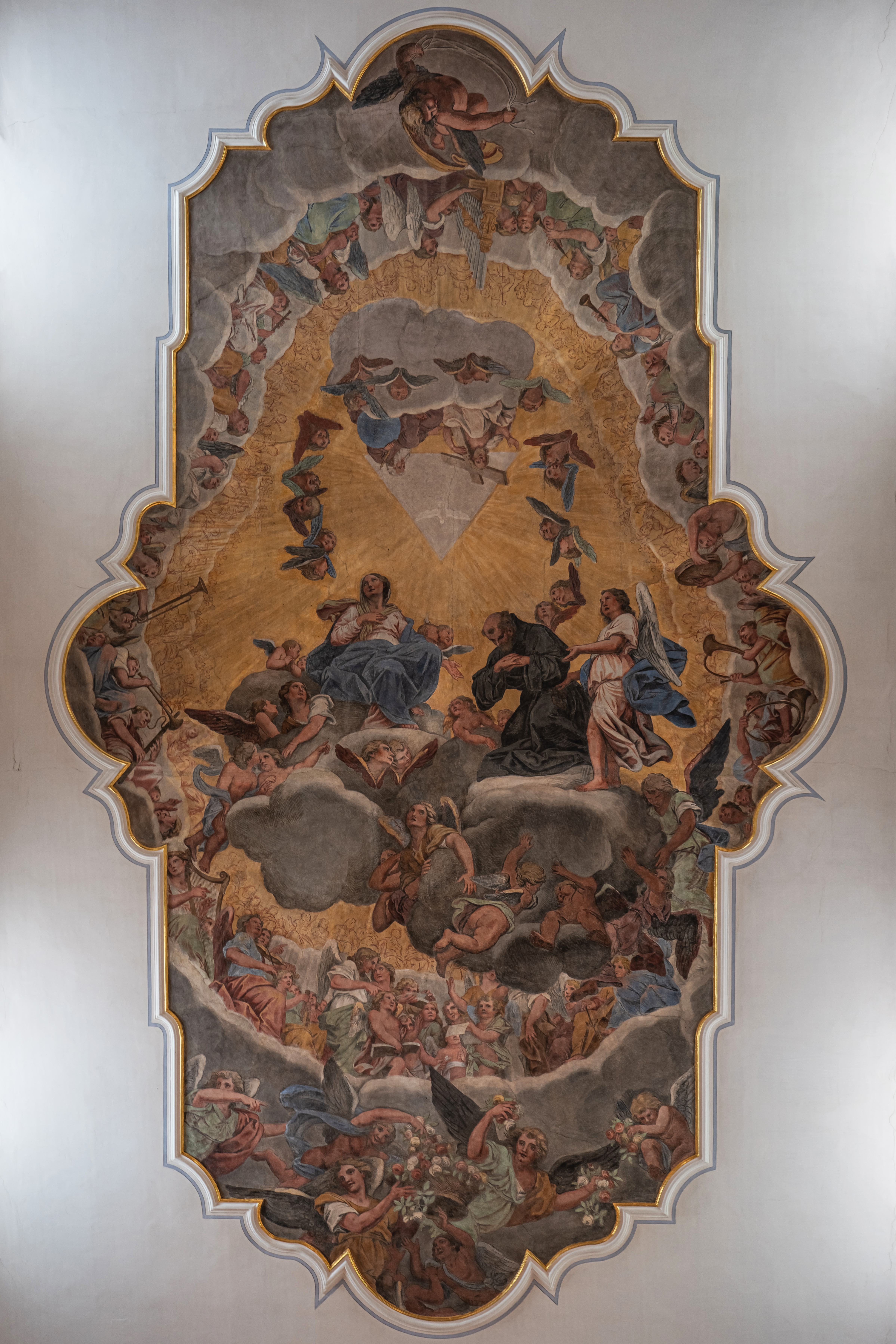
Schlachtbanner in der ehem. Barfüsserkirche in Luzern
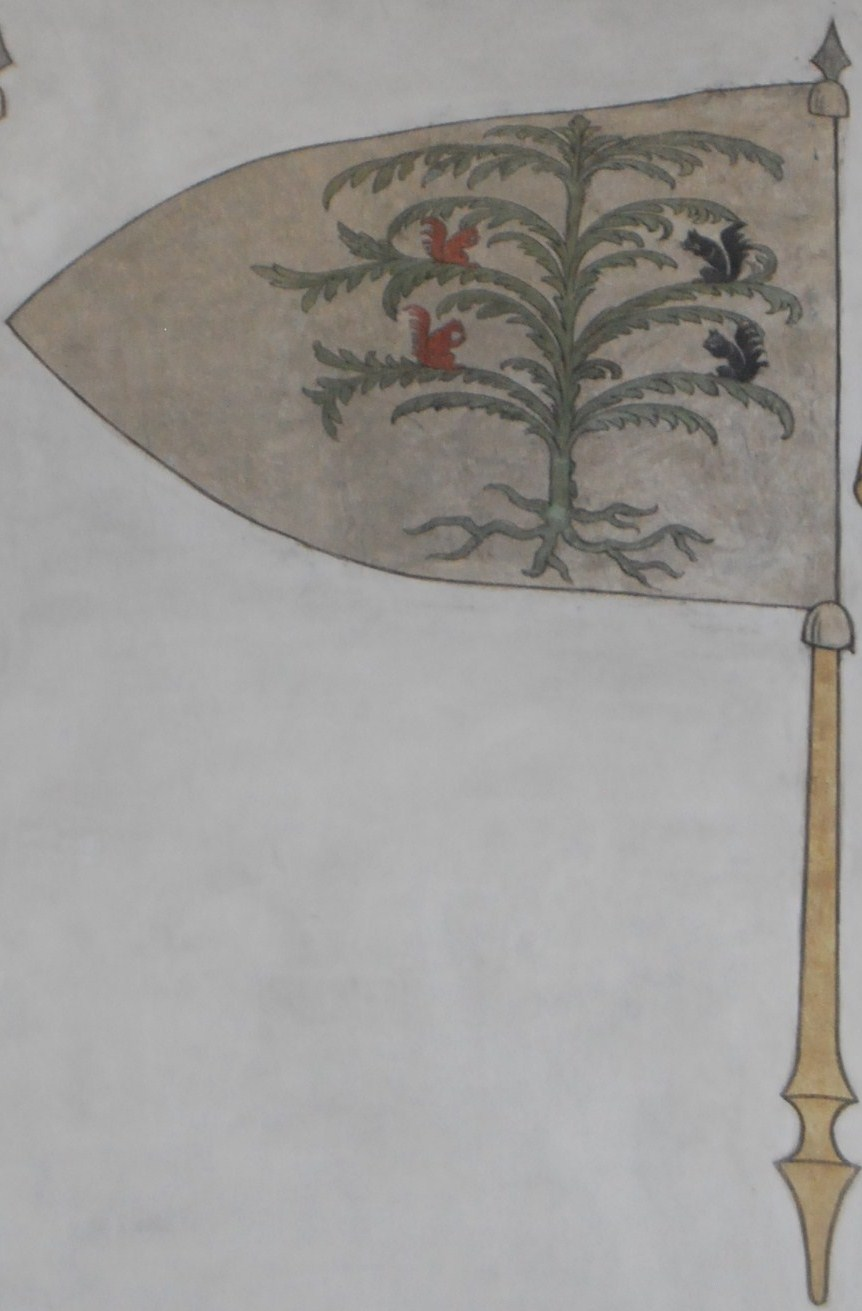
Schlachtbanner des Hauensteiner Landfahnen

### Frankfurter Verlustliste – 1386
Stadtarchiv Frankfurt a. M.: Buch des Bundes fol. 98-100; in Cod. C. Nr. 65, Blatt 98 b nach einer Kopie von Johann Friedrich Böhmer

#### Sekundärliteratur zur Quelle
- Th. von Liebenau: Arnold Winkelried – seine Zeit und seine That, 1862; S. 209–211.
- Rossel: Die Reichsstadt Frankfurt, 1862, Seite 7–10.
- Theodor von Liebenau: Die Schlacht bei Sempach, 1886

### Chronik desBenediktinerklosters Kremsmünsterin Österreich – 1386
- Zusatz aus dem 14. Jahrhundert zu den „Historiae Bern“. Cremifanensis. H. Pez.: Script. rer. Austriac. I, S. 695–696.
- Monumenta Germaniae. Scriptores XXV, 665.

#### Sekundärliteratur zur Quelle
- Losert: Die Geschichtsquellen von Kremsmünster im XIII. und XIV. Jahrhundert, Wien, Braumüller 1872, S. 61–62.
- Theodor von Liebenau: Die Schlacht bei Sempach, 1886

### Conforti Pulicis Annales Vicentini – 1371–1387

#### Sekundärliteratur zur Quelle
- Theodor von Liebenau: Die Schlacht bei Sempach, 1886

### Chronik des FranciscanersDetmarvon Lübeck –zwischen 1386 und 1395

#### Sekundärliteratur zur Quelle
- F. H. Grautoff: Chronik des Franciscaner Lesemeisters Detmar. Hamburg, 1829, I., S. 337–338.
- Theodor von Liebenau: Die Schlacht bei Sempach, 1886

### Chronik des Benediktinerstiftes Zwettel in Österreich – um 1390
- Anonymi Coenobitae Zwetlicensis chronika terrarum Austriae, Stiriae, Karinthiae etc. – Pez.: Scriptores rerum Austriac. I, 1001.

#### Sekundärliteratur zur Quelle
- Theodor von Liebenau: Die Schlacht bei Sempach, 1886

### Chronik des Oesterreichers Gregor oder Matthäus Hagen – um 1394
- H. Pez: Scriptores rerum Austriacarum, Tom. I, fol. 1154-1155 (Gregor Hagen 1394-1395)

#### Sekundärliteratur zur Quelle
- Heinrich Gehrig: Die Winkelried-Frage, S. 53–54.
- Chmel: Oesterreichisches Notizblatt, II, S. 135
- Theodor von Liebenau: Die Schlacht bei Sempach, 1886

### Oesterreichische Chronik – 1394–1395
- kopiert 1480 von Clemens Specker von Sulgen, Sacristan in Königsfelden – Codex Man. A 45, fol. in der Stadtbibliothek Bern

#### Sekundärliteratur zur Quelle
- Th. von Liebenau: Königsfelder Chroniken zur Geschichte Kaiser Friedrich III., Jahrbuch der k.k. heraldischen Gesellschaft, Adler in Wien, 1884; XIV. Jahrgang, S. 11ff.
- Theodor von Liebenau: Die Schlacht bei Sempach, 1886

### Schwäbische Chronik – Ende 14. Jahrhundert
- kopiert in St. Gallen im 15. Jahrhundert, Handschrift P I der Stadtbibliothek Lindau

#### Sekundärliteratur zur Quelle
- Barrack: Handschriften der F. von Fürstenberg. Bibliothek S. 20
- Theodor von Liebenau: Die Schlacht bei Sempach, 1886

### Thurgauer Chronik – Anfang 15. Jahrhundert
- Handschrift C 52, des historischen Vereins der V Orte in Luzern; Titel: E. Müller: Chronik. Geschrieben ca. 1482

#### Sekundärliteratur zur Quelle
- Theodor von Liebenau: Die Schlacht bei Sempach, 1886

### Strassburger Zusätze zu Königshofens Chronik – 15. Jahrhundert
- Cod. Nr. 844 – Diese Handschrift ging 1870 beim Brand von Strassburg verloren

#### Sekundärliteratur zur Quelle
- Theodor von Liebenau: Die Schlacht bei Sempach, 1886
- Mone: Quellensammlung der badischen Landesgeschichte, Karlsruhe, 1848, Band I, S. 266

### Constanzer Chronik – 15. Jahrhundert
- Chronik im Stadtarchiv Konstanz, Blatt 102, A

#### Sekundärliteratur zur Quelle
- Theodor von Liebenau: Die Schlacht bei Sempach, 1886
- Mone: Quellensammlung der badischen Landesgeschichte, Karlsruhe, 1848, Band I, S. 324

### Stuttgarter Annalen – 15. Jahrhundert
- „Annales Stuttgartenses“. Jahrbücher des Stifts zum heiligen Kreuz in Stuttgart.

#### Sekundärliteratur zur Quelle
- Stälin: Württembergische Jahrbücher für Vaterländische Geschichte, Geographie, Statistik, und Topographie, Stuttgart 1849, 2. Heft, S. 12
- Troulliat: Monuments de l´Histoire de l`ancien Eveche de Bale V, S. 698
- Theodor von Liebenau: Die Schlacht bei Sempach, 1886

### St. Blasianer Handschrift von Königshofens Chronik – 1403

#### Sekundärliteratur zur Quelle
- Theodor von Liebenau: Die Schlacht bei Sempach, 1886
- Mone: Quellensammlung zur Badischen Landesgeschichte Band III., S. 500

### Zusätze zu Königshofens Chronik – 1406
- Mone: Quellensammlung zur Badischen Landesgeschichte Band III., S. 492

#### Sekundärliteratur zur Quelle
- Theodor von Liebenau: Die Schlacht bei Sempach, 1886

### Chronik des Nicolaus Stulmann – 1407

#### Sekundärliteratur zur Quelle
- Josef Würdinger: 32. Jahresbericht des histor. Kreis-Vereins von Schwaben und Neuburg für das Jahr 1866, S. 21–25.
- Theodor von Liebenau: Die Schlacht bei Sempach, 1886

### Basler Annalen – 1308/1408
- Handschrift Mitte 15. Jahrhundert

#### Sekundärliteratur zur Quelle
- Theodor von Liebenau: Die Schlacht bei Sempach, 1886

### Stadtchronik von Bern v. 1414 undConrad JustingersBerner-Chronik – 1420

#### Sekundärliteratur zur Quelle
- G. Studer: Justingers Berner Chronik, S. 163–165.
- Stierlin: Justingers Chronik S. 213–216
- Theodor von Liebenau: Die Schlacht bei Sempach, 1886

### Johann Viler: Chronica von Keisern, Paepsten, Eidgenossenschaft und im Elsass – 1430
- Handschrift in Wolfenbüttel. Cod. Guelferbyt. 83. 15. Aug.

#### Sekundärliteratur zur Quelle
- Theodor von Liebenau: Die Schlacht bei Sempach, 1886

### Erhard von Appenwiler, Kaplan in Basel – Fortsetzung der Sächsischen Weltchronik – 1439
- Handschrift der Universitätsbibliothek in Basel. Cod. E. VI, A26, fol. 198-199

#### Sekundärliteratur zur Quelle
- Theodor von Liebenau: Die Schlacht bei Sempach, 1886

### Breisgauische Liederhandschrift – 1445
- Hs. 362 der Universitätsbibliothek Freiburg (Digitalisat)
- nach der „Lassberg´schen Copie“ in der Fürstlich Fürstenberg´schen Bibliothek in Donaueschingen (heute Karlsruhe, Badische Landesbibliothek, Donaueschingen 72)

#### Sekundärliteratur zur Quelle
- Theodor von Liebenau: Die Schlacht bei Sempach, 1886, S. 164f

### Aegidius Tschudi:Chronicon Helveticum
- nach einer Neuauflage des Hans Jacob Bischoff, Basel, 1734

### Nürnberger Weltchronik von Johannes Plattenberger und Theodor Truchsess, Kanzleischreiber – um 1459
- Die Chroniken der deutschen Städte Band III, Leipzig 1864, S. 291

#### Sekundärliteratur zur Quelle
- Lorenz: Deutschlands Geschichtsquellen, 1886, Band 1, S. 172
- Theodor von Liebenau: Die Schlacht bei Sempach, 1886

### Chronik desThomas Ebendorfervon Haslach – ca. 1440–1463
- Thomas Ebendorfferi de Haselbach Chronicon Austriacum (scriptum c. 1463)
- Pez: Scriptores rerum Austriacum II, S. 816–817.

#### Sekundärliteratur zur Quelle
- Theodor von Liebenau: Die Schlacht bei Sempach, 1886

### Deutsche Chronik – 1469
- bearbeitet nach Königshofen für Jakob von Stein von Bern; geschrieben von Melchior Rupp, Schulmeister von Schwyz. Handschrift in Bern I, Nr. 41, fol CCCXXIX, b.

#### Sekundärliteratur zur Quelle
- Theodor von Liebenau: Die Schlacht bei Sempach, 1886

### Gebhard Dacher´s Konstanzer Chronik
- St. Galler Stiftshandschrift No. 646, S. 192–193 und Constanzer Chronik Nr. 2807 der k.k. Hofbibliothek in Wien

#### Sekundärliteratur zur Quelle
- Theodor von Liebenau: Die Schlacht bei Sempach, 1886

### Berner Chronik des Gerichtsschreibers Diepold Schilling – 1480–1484

#### Sekundärliteratur zur Quelle
- Wyss und Stierlin: Justinger Chronik, 1819
- Theodor von Liebenau: Die Schlacht bei Sempach, 1886

### Luzerner Chronik vomMelchior Russ– 1482
Die Listen des Chronisten Russ sind angeblich Abschriften aus der "Bernerchronik" die ihrerseits die Informationen aus Königshofen´s Strassburgerchronik abgeschrieben hatten und zum zweiten aus einem Rodel, welcher in Luzern amtliche Geltung hatte. Diese Liste enthält auch die von Luzern gefallenen Krieger.

#### Sekundärliteratur zur Quelle
- Aug. Bernoulli: Die Luzerner Chronik des Melchior Russ, Basel, 1872
- O. Lorenz: Deutschlands Geschichtsquellen, 3. Auflage, Band I, S. 122
- Theodor von Liebenau: Die Schlacht bei Sempach, 1886

### Österreichische Verlustliste – 1484
- k.k. geheimes Haus-, Hof- und Staatsarchiv zu Wien, Cod 444

#### Sekundärliteratur zur Quelle
- K. v. Böhm: Die Handschriften des k.k. Hof- und Staatsarchivs, S. 146
- Theodor von Liebenau: Die Schlacht bei Sempach, 1886

### Oesterreichische Chronik desVeit Arnpeck– 1488–1495
- Viti Arenpeckii Chronicon Austriacum (scriptum c. 1488)
- H. Pez: Scriptores rerum Austriacarum Tom. I, fol. 1270-1274

#### Sekundärliteratur zur Quelle
- Theodor von Liebenau: Die Schlacht bei Sempach, 1886

### Eptingische Chronik – 1487
- Familienbuch der Herren von Eptingen, Kopie einer Handschrift aus dem Jahre 1487

#### Sekundärliteratur zur Quelle
- Theodor von Liebenau: Die Schlacht bei Sempach, 1886

### Oesterreichische Verlustliste – 1488
- Codex Nr. 107 des k.k. Haus-, Hof- und Staatsarchiv in Wien

#### Sekundärliteratur zur Quelle
- Theodor von Liebenau: Die Schlacht bei Sempach, 1886

### Anonyme österreichische Chronik in Stuttgart – 16. Jahrhundert
- Cod. hist. 2° 179 der Württembergischen Landesbibliothek, Stuttgart, fol. 68–71

#### Sekundärliteratur zur Quelle
- Theodor von Liebenau: Die Schlacht bei Sempach, 1886

### Petermann Ettelin´s Chronik – Basel, 1507
- Blatt XLVII-XLVIII

#### Sekundärliteratur zur Quelle
- Aug. Bernoulli: Etterlin´s Chronik der Eidgenossenschaft. Jahrbuch für schweiz. Gesch. 1876, I, S. 122–131.
- Theodor von Liebenau: Die Schlacht bei Sempach, 1886

### Sammlung desChristian Wurstisen, nach 1580
Diese Liste wurde vom bereits 1885 aufgearbeitet und korrigiert (vgl. Anzeiger für schweizerische Geschichte, Band 4, 1885). Da diese Liste auf ihren historischen Wahrheitsgehalt überprüft wurde, sind auch die Ergebnisse dieser Liste hier mit berücksichtigt.

#### Sekundärliteratur zur Quelle
- Anzeiger für schweizerische Geschichte, Band 4, S. 8 ff